# Cometa Donati
|  | Hi ha tres cometes Donati: C/1855 L1 (1855 II), C/1858 L1 (aquest), i C/1864 R1 (1864 I). |

El Cometa Donati, les designacions oficials són C/1858 L1 i1858 VI, va ser un cometa descobert per l'astrònom italià Giovanni Battista Donati qui el va observar per primer cop el 2 de juny de 1858. El cometa és considerat com cometa no periòdic. Després del Gran Cometa de 1811, va ser el cometa més brillant que va aparèixer al segle xix. També va ser el primer cometa fotografiat. La seva darrera aproximació màxima a la Terra fou el 10 d'octubre de 1858 i va desenvolupar una prominent cua de pols de 60° d'extensió i corbada, més dues cues d'ions més petites.